# Conflans-sur-Seine

Conflans-sur-Seine este o comună în departamentul Marne, Franța. În 2009 avea o populație de 675 de locuitori.